# Заря (Томаковский район)
Заря (укр. Зоря) — посёлок,
Зорянский сельский совет,
Томаковский район,
Днепропетровская область,
Украина.
Код КОАТУУ — 1225482901. Население по переписи 2001 года составляло 1107 человек .
Является административным центром Зорянского сельского совета, в который, кроме того, входят посёлки
Маяк и
Прогресс.

## Географическое положение
Посёлок Заря находится на левом берегу реки Томаковка,
выше по течению на расстоянии в 4,5 км расположено село Настасовка,
ниже по течению на расстоянии в 3 км расположен город Марганец.
Рядом проходят автомобильная дорога Н-23 и
железная дорога, станция Платформа 127 км в 1,5 км.

## История
- Посёлок Заря  основан в 1933 году.

## Экономика
- ООО «Марганецкая птицефабрика».

## Объекты социальной сферы
- Школа.
- Детский сад.
- Фельдшерский пункт.
- Дом культуры.